# Natatolana gallica
Natatolana gallica är en kräftdjursart som först beskrevs av Hansen 1905.  Natatolana gallica ingår i släktet Natatolana och familjen Cirolanidae. Inga underarter finns listade i Catalogue of Life.